# Blåröd trollhummer
Blåröd trollhummer, även kallad trollhummer (Galathea strigosa) är en kräftdjursart som först beskrevs av Carl von Linné 1767. Den ingår i släktet Galathea och familjen trollhumrar. Inga underarter finns listade.

## Beskrivning
Den blåröda trollhummern ingår trots sitt namn inte bland humrar, utan tillhör den gruppen av kräftdjur där eremitkräftor, porslinskrabbor och trollkrabban ingår. Dessa kräftdjur karaktäriseras att minst ett benpar (det sista eller de två sista) är förkrympta och hålls uppvikta vid ryggsköldens slut. Den blåröda trollhummern har första benparet med klosaxar och tre yttre gångbenpar synliga, men det femte benparet är smalt och förkrympt på sidan av ryggsköldens slut. Arten har taggar över stora delar av kroppen; ryggsköldens ovansida och bakkanten saknar dock taggar.
Den blåröda trollhummern är den trollhummer som blir störst av alla trollhumrar som finns i svenska vatten. Längden är upptill 9 cm, med en ryggsköld som kan bli 5,3 cm lång. Färgen är brunröd med klarblå band.

## Ekologi
Trollhummern hittas på grus- eller stenbottnar ner till 600 meters djup, i svenska farvatten mellan 10 till 200 meter, där de uppehåller sig i bergsskrevor, grottor och under stenar.                                                  

## Utbredning
Arten finns från Nordkap längs västra Skandinavien, Spanien och Kanarieöarna till Medelhavet och Röda havet. Arten är reproducerande i Sverige, där den främst finns längs med Bohusläns kust, även om den kan förekomma på andra områden längs västkusten.